# Dasycladales
Dasycladales es un orden de grandes algas unicelulares de la clase Ulvophyceae.

## Familias
- Dasycladaceae
- Polyphysaceae
- Triploporellaceae †